# المديرا
المديرا قرية سعودية، تتبع محافظة وادي الفرع التابعة لإمارة لمنطقة المدينة المنورة. تقع في جنوب المدينة المنورة، وتبعد عنها قرابة 110كم.

## سكانها
تعتبر المديرا من ديار الأشدة والفرد منهم الشدادي وهم احدى عشائر بني عمرو من قبائل حرب